# Patadjé
Patadjé est un village du Cameroun situé dans le département de la Bénoué et la région du Nord. Il fait partie de la commune de Bibémi. 
Patadjé est entouré par les villages de Lombo et Boungel (o.), Lawa Adi (n.-e.) et Neftangol (s.-e.). Le plan communal de développement de Bibémi prévoyait à Patadjé la construction de puits, de quatre salles de classe, d’un magasin de stockage de produits secs, ainsi que l’acquisition d’un moulin à céréales. 

## Population
Selon le plan communal de développement de Bibémi daté de mai 2014, la localité comptait 941 habitants. Le nombre d'habitants était de 467 selon le recensement de 2005.